# پاولوفسک، اوبلاست وورونژ
شهر پاولوفسک، اوبلاست وورونژ (به روسی: Павловск) در کشور روسیه و در اوبلاست وورونژ واقع شده‌است.